# 拉斯穆斯·埃爾姆
拉斯穆斯·克里斯托弗·埃爾姆（瑞典語：Rasmus Christoffer Elm；1988年3月17日—）是一位瑞典足球運動員，在場上的位置是中場。他現在效力於瑞典足球超級聯賽球隊卡爾馬足球會。之前他曾效力於荷蘭球隊AZ和俄羅斯球隊莫斯科中央陸軍。他也代表瑞典國青隊和瑞典國家隊參賽